# The Golden Age of Grotesque
The Golden Age of Grotesque («Золота Доба Гротеску») — п'ятий студійний альбом американського рок-гурту Marilyn Manson, виданий лейблами Nothing Records та Interscope Records 13 травня 2003 р. Платівка стала останнім релізом, у записі якого взяв участь гітарист Джон 5. Реліз став золотим в Австралії, Франції, Німеччині, Швейцарії та Великій Британії. Альбом посів 1-шу сходинку чарту Billboard 200, розійшовшись накладом у 118 тис. проданих копій за перший тиждень, що лише на 1 тис. більше за результат попередньої роботи Holy Wood (In the Shadow of the Valley of Death), яка дебютувала на 13-му місці. The Golden Age of Grotesque став найменш успішним релізом за тиражем проданих копій за перший тиждень серед альбомів, що посіли 1-ше місце чарту в 2003. За інформацією MTV Spain, наклад платівки по всьому світу становить 4 млн. На відміну від США, наразі в Європі альбом є найуспішнішим релізом за всю кар'єру колективу.
У номері британського рок-журналу Kerrang! за 2007 оприлюднили інформацію, що The Golden Age of Grotesque мав стати останнім альбомом групи. Платівка отримала неоднозначні та позитивні відгуки від авторитетих музичних критиків.

## Запис

Логотип альбому

У листопаді 2001 Менсон зазначив через свій сайт MarilynManson.com, що п'ятий студійний альбом матиме гітарне звучання, заперечивши заяви про відхилення гурту в бік електронної музики. Він також повідомив про роботу з Джої Джордісоном, барабанщиком Slipknot, над реміксом треку «The Fight Song» та співпрацю з Тімом Шьольдом над саундтреком фільму «Оселя зла». 29 травня 2002 Шьольд став офіційним учасником колективу, оскільки Твіґґі покинув його склад через творчі розбіжності.
Більшість пісень на платівці написано Менсоном, Шьольдом та Джоном 5. Реліз характеризується електронним звучанням, яке багато оглядачів пов'язують з індастріал-групою KMFDM, до складу якої у минулому входив Шьольд. У січні 2008 в інтерв'ю фан-сайту The Heirophant фронтмен розповів, що більшість партій клавішних і синтезаторів записав саме він, а не Мадонна Вейн Ґейсі. За його словами, на ранніх стадії роботи останній був мало зацікавленим в записі. У червні 2002 він навіть відмовлявся відвідувати студійні сесії, про які його повідомив менеджмент.
У травні 2002 Менсон почав співпрацювати з австрійським й ірландським митцем Ґотфрідом Гельнвайном над оформленням альбому та іншими проектами. 14 лютого 2003 на сайті колективу з'явилося «The Mechanism of Desire» (укр. «Механізм бажання»), 2-хвилинне відео, офіційна презентація ери The Golden Age of Grotesque. У ролику присутній гурт у новому одязі, що нагадує костюми нацистських військових оркестрантів часів Другої світової війни. Відео містить кадри з великим планом обличчя Менсона. У ролику також знялася Діта фон Тіз, тодішня дівчина фронтмена. У відео можна почути голос Альфреда Хічкока й трек «Baboon Rape Party».
До обмеженого видання увійшов DVD з «Doppelherz» (укр. «Подвійне серце»), 25-хвилинним сюрреалістичним короткометражним фільмом Менсона, який продовжує ідеї вищезгаданого ролику. Стрічка містить потік свідомості, записаний фронтменом у 2002, покладений на повторюваний інструментал «Thaeter».

### Концепція й тематика
| Ліві лапки | «Уява — необхідність, і я не думаю, що це є чимось поганим. Я можу вигадати якісь образи, як я це робив з Гельнвайном. Вони були непристойними, забороненими, але я можу навести набагато гірший образ, його можна побачити на CNN і це реальність. Тому нас не можуть піддати цензурі. Це реальний світ. Але, на мою думку, це поганий посил дітям, які дорослішають». | Праві лапки |

Під час запису лідер гурту перебував під враженням від 1930-их, зокрема періоду донацистської Німеччини часів Веймарської республіки. Візуальна (зокрема оформлення релізу) та музична тематика платівки запозичена з книги Мела Ґордона 2000 р. «Хтива паніка: еротичний світ веймарського Берліна» (англ. «Voluptuous Panic: The Erotic World of Weimar Berlin»). Менсон подзвонив автору й спитав чи не подаватиме він позов за використання матеріалу. Ґордон запевнив, що цього не станеться й заявив, що він розцінює існування альбому, записаного під впливом його академічного видання, як комплімент.
The Golden Age of Grotesque представляє еволюцію Менсона від митця («Thaeter») до товару ["Obsequey (The Death of Art)"]. Альбом містить два лейтмотиви. Перший — думка рокера про життя на повну та припущення, що майбутнього немає. Другий — пародія на опінію про те, що життя на повну призводить до тупого нігілізму. Тексти пісень містять безліч історичних та культурних посилань (Пітер Пен, Адольф Гітлер, Оскар Вайльд, Мікі Маус). Також фронтмен часто використовує гру слів, каламбури та двозначності (наприклад, «gloominati», «scabaret sacrilegends», «vivi-sex symbol», «cocaingels», «mOBSCENE», «vodevil», «para-noir»).

## Реклама
12 травня 2003 у лосанджелеському клубі The Key Club відбулась вечірка, приурочена до виходу альбому. 16 травня Менсон з'явився на шоу «Джиммі Кіммел наживо!», де перед юрбою фанів гурт виконав «mOBSCENE» та «This Is the New Shit». У Мексиці вийшов промо-фільм «Ґротескний вечір з Меріліном Менсоном» (англ. «A Grotesque Evening with Marilyn Manson»).
На «mOBSCENE», «This Is the New Shit» та «(s)AINT» зняли відеокліпи. Через цензуру останнє відео з'явилося лише на делюкс-виданні компіляції Lest We Forget: The Best Of.

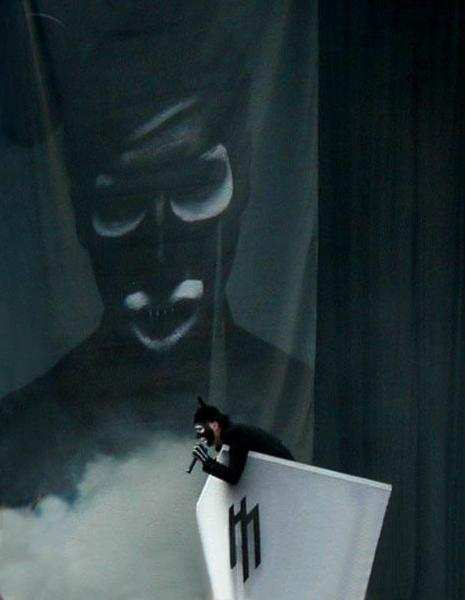
Виступ наживо в 2003 р.

### Grotesk Burlesk Tour
Grotesk Burlesk Tour став восьмим туром колективу за підтримки Interscope Records. Він тривав з 11 квітня 2003 по 3 січня 2004 й відбувався у 8 етапів. Колектив відвідав Євразію, Японію, Північну Америку й дав 105 концертів з 109 запланованих. Більшу частину вбрання пошив французький модельєр Жан-Поль Ґотьє.
Сцена нагадувала про класичні водевілі та бурлески 1930-х. Дві танцівниці, одягнені у бурлескні костюми тих часів, були під час «mOBSCENE» та «Sweet Dreams (Are Made of This)», грали на фортепіано «The Golden Age of Grotesque» й на флор-томі «Doll-Dagga Buzz-Buzz Ziggety-Zag». Вони також виконували роль сіамських близнюків протягом «Para-noir». В останньому випадку фронтмена піднімали на 12 м, подібно до того, як це робилося під час туру Guns, God and Government Tour (пісня «Cruci-Fiction in Space»). Під час «The Fight Song» Менсон стояв на подіумі із загримованим під негра обличчям та поліцайським кашкетом у стилі Альґемайне СС чи вухами Мікі Мауса на голові. Під час «The Dope Show» він носив видовжені руки, розроблені Руді Кобі, якими він розмахував під час маршування сценою. Наприкінці кожного виконання треку «The Golden Age of Grotesque» фронтмен грав на саксофоні.

## Список пісень
Автор слів: Мерілін Менсон (крім «Tainted Love»).
| #   | Назва                              | Автор музики             | Тривалість |
| --- | ---------------------------------- | ------------------------ | ---------- |
| 1.  | «Thaeter»                          | Ґейсі, Менсон, Шьольд    | 1:14       |
| 2.  | «This Is the New Shit»             | 5, Менсон, Шьольд        | 4:20       |
| 3.  | «mOBSCENE»                         | 5, Менсон                | 3:25       |
| 4.  | «Doll-Dagga Buzz-Buzz Ziggety-Zag» | 5, Менсон, Шьольд        | 4:11       |
| 5.  | «Use Your Fist and Not Your Mouth» | 5, Менсон                | 3:34       |
| 6.  | «The Golden Age of Grotesque»      | 5, Менсон                | 4:05       |
| 7.  | «(s)AINT»                          | 5, Менсон, Шьольд        | 3:42       |
| 8.  | «Ka-boom Ka-boom»                  | 5, Шьольд                | 4:02       |
| 9.  | «Slutgarden»                       | 5, Менсон                | 4:06       |
| 10. | «♠»                                | 5                        | 4:34       |
| 11. | «Para-noir»                        | 5, Ґейсі, Менсон, Шьольд | 6:01       |
| 12. | «The Bright Young Things»          | 5                        | 4:19       |
| 13. | «Better of Two Evils»              | 5, Ґейсі, Менсон, Шьольд | 3:48       |
| 14. | «Vodevil»                          | 5, Шьольд                | 4:39       |
| 15. | «Obsequey (The Death of Art)»      | Менсон, Шьольд           | 1:34       |

| Бонус-треки | Бонус-треки                                            | Бонус-треки              | Бонус-треки |
| #           | Назва                                                  | Автор                    | Тривалість  |
| ----------- | ------------------------------------------------------ | ------------------------ | ----------- |
| 16.         | «Tainted Love»                                         | Ед Кобб                  | 3:24        |
| 17.         | «Baboon Rape Party»                                    | Менсон, Шьольд           | 2:41        |
| 18.         | «Paranoiac» (Японський бонус-трек; ремікс «Para-noir») | 5, Ґейсі, Менсон, Шьольд | 3:57        |

## Чартові позиції

### Альбому
| Чарт (2003)     | Найвища позиція |
| --------------- | --------------- |
| Австралія       | 5               |
| Австрія         | 1               |
| Валлонія        | 1               |
| Велика Британія | 4               |
| Данія           | 6               |
| Ірландія        | 7               |
| Іспанія         | 7               |
| Італія          | 1               |
| Канада          | 1               |
| Нідерланди      | 14              |
| Німеччина       | 1               |
| Нова Зеландія   | 16              |
| Норвегія        | 4               |
| Польща          | 18              |
| Португалія      | 4               |
| США             | 1               |
| Угорщина        | 28              |
| Фінляндія       | 8               |
| Фландрія        | 4               |
| Франція         | 2               |
| Швейцарія       | 1               |
| Швеція          | 4               |
| Японія          | 5               |

### Синглів
| Сингл    | Чарт (2003)                   | Найвища позиція |
| -------- | ----------------------------- | --------------- |
| mOBSCENE | Австралія                     | 31              |
| mOBSCENE | Австрія                       | 15              |
| mOBSCENE | Валлонія                      | 1               |
| mOBSCENE | Велика Британія               | 13              |
| mOBSCENE | Данія                         | 7               |
| mOBSCENE | Ірландія                      | 27              |
| mOBSCENE | Італія                        | 9               |
| mOBSCENE | Канада                        | 7               |
| mOBSCENE | Нідерланди                    | 84              |
| mOBSCENE | Німеччина                     | 20              |
| mOBSCENE | Нова Зеландія                 | 32              |
| mOBSCENE | Норвегія                      | 20              |
| mOBSCENE | США                           | 5               |
| mOBSCENE | US Hot Mainstream Rock Tracks | 18              |
| mOBSCENE | US Modern Rock Tracks         | 26              |
| mOBSCENE | Угорщина                      | 6               |
| mOBSCENE | Фінляндія                     | 16              |
| mOBSCENE | Франція                       | 61              |
| mOBSCENE | Швейцарія                     | 6               |
| mOBSCENE | Швеція                        | 18              |

| Сингл                  | Чарт (2003)     | Найвища позиція |
| ---------------------- | --------------- | --------------- |
| «This Is the New Shit» | Австралія       | 31              |
| «This Is the New Shit» | Австрія         | 24              |
| «This Is the New Shit» | Велика Британія | 29              |
| «This Is the New Shit» | Ірландія        | 50              |
| «This Is the New Shit» | Німеччина       | 25              |
| «This Is the New Shit» | Франція         | 75              |
| «This Is the New Shit» | Швейцарія       | 44              |
| «This Is the New Shit» | Швеція          | 59              |

## Сертифікації
| Країна          | Організація | Сертифікація | Наклад   | Фактичний наклад |
| --------------- | ----------- | ------------ | -------- | ---------------- |
| Австралія       | ARIA        | Золотий      | 35 тис.  | —                |
| Австрія         | IFPI        | Золотий      | 10 тис.  | —                |
| Велика Британія | BPI         | Золотий      | 100 тис. | —                |
| Німеччина       | BVMI        | Золотий      | 250 тис. | —                |
| США             | RIAA        | —[A]         | —        | 526 тис.         |
| Франція         | SNEP        | Золотий      | 100 тис. | 120 тис.         |
| Швейцарія       | IFPI        | Золотий      | 20 тис.  | —                |

Примітки
- A^ Станом на листопад 2008 у США альбом продав достатню кількість копій, щоб отримати золотий статус від RIAA, проте цього поки що так і не сталося.

## Історія виходу
| Регіон           | Дата           | Лейбл              | Формат | Каталог   |
| ---------------- | -------------- | ------------------ | ------ | --------- |
| Мексика          | 5 травня 2003  | Interscope Records | CD     | 9800078   |
| Німеччина        | 12 травня 2003 | Interscope Records | CD     | —         |
| Північна Америка | 13 травня 2003 | Interscope Records | CD     | 37002     |
| Велика Британія  | 13 травня 2003 | Interscope Records | CD     | 9800065   |
| Австралія        | 19 травня 2003 | Interscope Records | CD     | 9800065   |
| Японія           | 17 червня 2003 | Interscope Records | CD     | UICS 1050 |

## Учасники
- Мерілін Менсон — вокал, мелотрон, клавішні, саксофон, продюсер
- Джон 5 — гітара, фортепіано, оркестровка
- Тім Шьольд — бас-гітара, гітара, акордеон, клавішні, продюсер, програмування ударних
- Мадонна Вейн Ґейсі — синтезатор, клавішні
- Джинджер Фіш — барабани
- Чак Бейлі, Джефф Бернс — асистенти звукоінженера
- Том Бейкер — мастеринг
- Джон Блейн — перукар
- Росс Ґарфілд — барабанний технік
- Лілі та Пет — вокал на «mOBSCENE» і «Para-noir»
- Бен Ґроссе — співпродюсер, звукоінженер, зведення
- Марк Вільямс — A&R
- Ґотфрід Гельнвайн — оформлення